# 골든블루마리나
골든블루마리나(Golden Blue Marina)는 대한민국의 수상레저 전문 기업이자 복합관광 서비스 브랜드로, 2002년 부산광역시에서 설립되었다. 현재는 서울특별시 반포한강공원 세빛섬 마리나를 포함해 부산 해운대, 거제, 제주, 통영 등에 지점을 두고 있으며, 프라이빗 요트 체험, 수상파티, ESG 플로깅, 튜브스터 등 다양한 수상 콘텐츠를 운영한다.

## 개요
골든블루마리나는 요트 기반 수상 체험을 중심으로, 여행사도 겸하고 있으며, K-관광 콘텐츠, MICE 투어, 프라이빗 체험형 여행상품을 기획·운영하는 기업이다. 주요 브랜드 콘셉트는 K-Classic Luxe(K-클래식 럭스)로, 한국적 정서와 럭셔리 감성을 결합한 관광 콘텐츠를 개발하고 있다.

## 주요특징

### 수상 체험
한강 위에서 럭셔리 요트와 파티보트를 탑승할 수 있는 기회를 제공한다.

### 이벤트 및 모임
낭만적인 데이트, 이색적인 이벤트, 특별한 모임을 위한 프로그램을 운영한다.
- 프로포즈
- 파티
- 기업연회
- 로케이션 촬영

### 교육 및 판매
요트 판매 및 세일링 요트 교육 등의 서비스를 포함하고 있다.

### 요트 상품들
- 상품 유형: 낮/야경 요트 투어, 프라이빗 패키지, 커플/가족/단체 패키지 등
- 시간대 선택: 오전, 오후, 일몰, 야경 시간대별 선택 가능
- 추가 옵션: 와인, 생일 이벤트, 프로포즈 세팅 등 선택형 구성

### 특별 행사
서울 세계불꽃축제, 요트 프로포즈, 한강 요트 파티 등 다양한 행사를 개최한다.

## 주요 프로그램
- 요트 체험
- 카약 체험
- 프로포즈 이벤트 관련
- 세일링 요트 교육
- 여행사

## 골든블루마리나 요트투어

### 레인보우브릿지 요트투어
레인보우브릿지 요트투어는 골든블루마리나가 보유한 가장 큰 요트인 러셀러(Rosella)를 이용한 정기 운항 프로그램이다. 매 시 정각 출항하는 1시간 코스로 운영되며, 시간대에 따라 한강의 다양한 풍경을 감상할 수 있다.
- 낮 시간대: 탁 트인 한강 풍경과 시원한 강바람
- 해질 무렵: 황금빛 석양과 하늘 풍경
- 야간: 한강 주변의 야경과 조명 연출

### 요금표
| 구분 | 주중 요금 | 주말 요금 |
| ---- | --------- | --------- |
| 대인 | 35,000원  | 39,000원  |
| 소인 | 25,000원  | 29,000원  |

- 소요 시간: 1시간
- 운영 선박: 러셀러 Rosella (최대 30명 탑승 가능)

## 리무진 보트투어
리무진 보트투어는 개방형 구조의 럭셔리 보트로 운항하는 30분 코스의 투어 프로그램이다. 강바람을 온전히 느낄 수 있는 설계로 되어 있으며, 최대 11명까지 탑승이 가능하다. 독립된 공간 구성으로 타인과 함께 탑승하더라도 사적인 분위기를 유지할 수 있다.

### 요금표
| 구분 | 주중 요금 | 주말 요금 |
| ---- | --------- | --------- |
| 대인 | 25,000원  | 29,000원  |
| 소인 | 20,000원  | 23,000원  |

- 소요 시간: 30분
- 운영 선박: 리무진 보트 (최대 11명 탑승)

## 연혁
- 2002 5월 2일 법인 설립
- 2014 11월 가덕도 대항항 설립
- 2015 부산 해운대지사 해운대구 수영만 요트경기장 내 설립
- 2016 거제시 '근포항 마리나' 민간개발사업 제안
- 2016 서울 서초지사, 한강 '세빛섬 마리나' 요트, 보트 설립
- 2017 거제시 바람의 언덕 '도장포 마리나' 개발 컨설팅 및 요트, 보트 운영
- 2017 제주도 '위미항 피셔리나형 다기능어항' 개발사업 사업자 공모 기획 및 컨설팅
- 2017 경상남도 통영지사 '골든블루마리나 리조트(가칭)' 사업 개발 진행중
- 2018 서울체험관광콘텐츠공모 '원모어트립' 우수상 수상
- 2018 서울시 한강사업본부 주관 '한강몽땅여름축제'참여
- 2019 해양수산부 주최 '경기국제보트쇼(KIBS)' 참여
- 2019 서울시 한강사업본부 주관 '한강몽땅여름축제' 2회 연속선정
- 2019 '서울국제관광산업박람회' 서울관광재단 선정 서울대표체험관광상품 전시참여
- 2021 카약 상품 런칭
- 2021 Virtual MICE Show: SEOUL LIVE ON, TOP Sellers 선정
- 2021 SFT 국내셀러 참가
- 2021 KITE 한국관광국제박람회 참가
- 2022 국내 안정여행상품선정
- 2022 K-experience100 선정
- 2022 Connections Luxury Seoul 참여
- 2022 한강페스티벌 참여 업체 선정
- 2022 서울국제트래블마트 참가
- 2022 여행가는달 참여 업체 선정
- 2022 골든블루마리나 용산지점 설립
- 2023 한강페스티벌 참여 업체 선정
- 2023 Connections Luxury Seoul 참여
- 2023 페어라인 53ft 파워보트 영입
- 2023 서울국제트래블마트 참가
- 2023 서울관광재단 서울 관광설명회 참가 (광저우, 베트남, 타이베이, 태국)
- 2023 카약/SUP 추가영입 (2인, 총 50대, SUP - 총 10대 보유)
- 2023 세빛섬 튜브스터 오픈
- 2024 한강페스티벌(여름, 가을) 민간협력사업자 선정
- 2024 서울관광설명회 및 해외 박람회 참가(베트남, 싱가포르, 일본)
- 2024 서울관광재단 주관 우수활동 회원사 선정
- 2025 05. K-관광협력단 선정
- 2025 06. 서울국제트래블마트 참가

### 카약체험

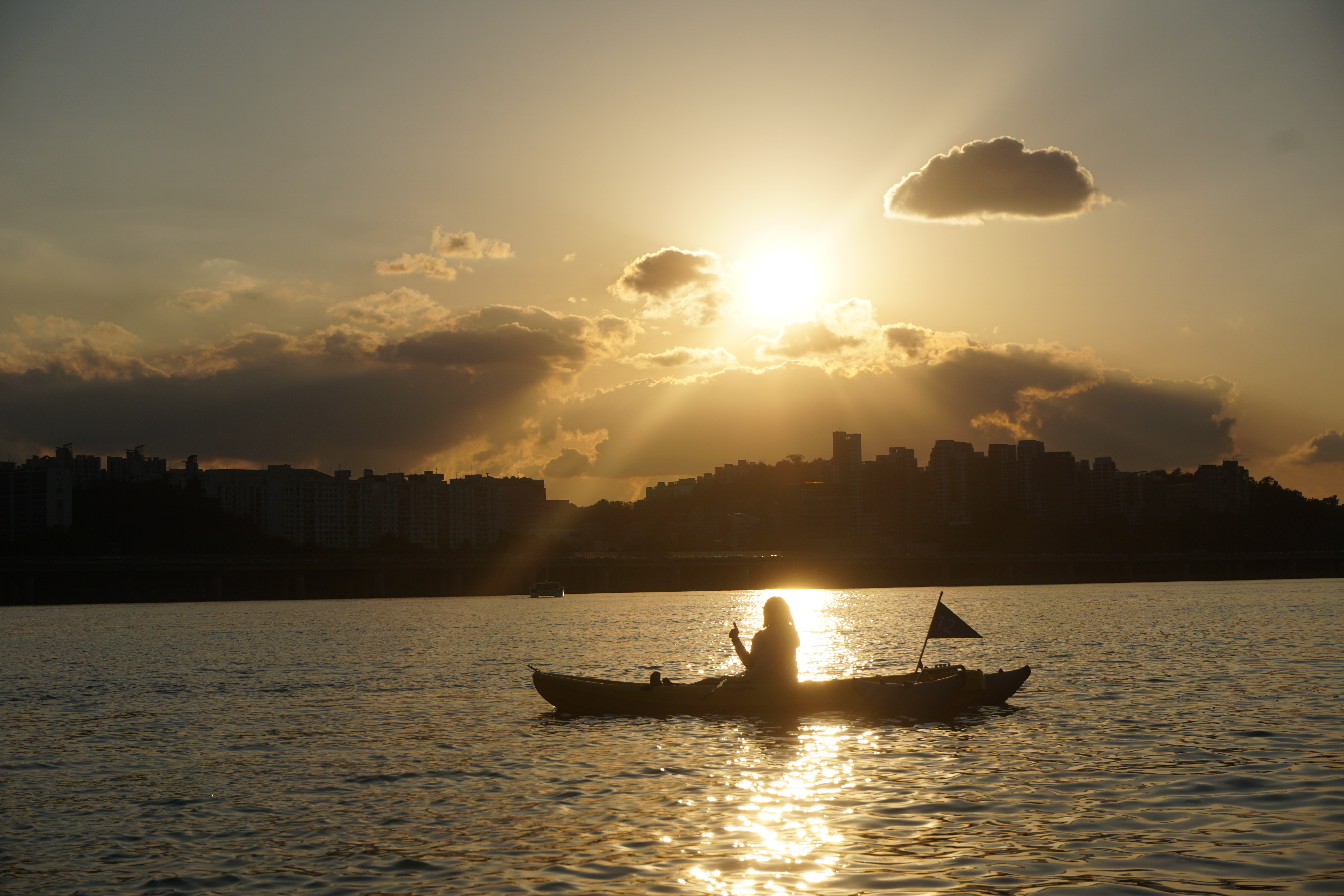
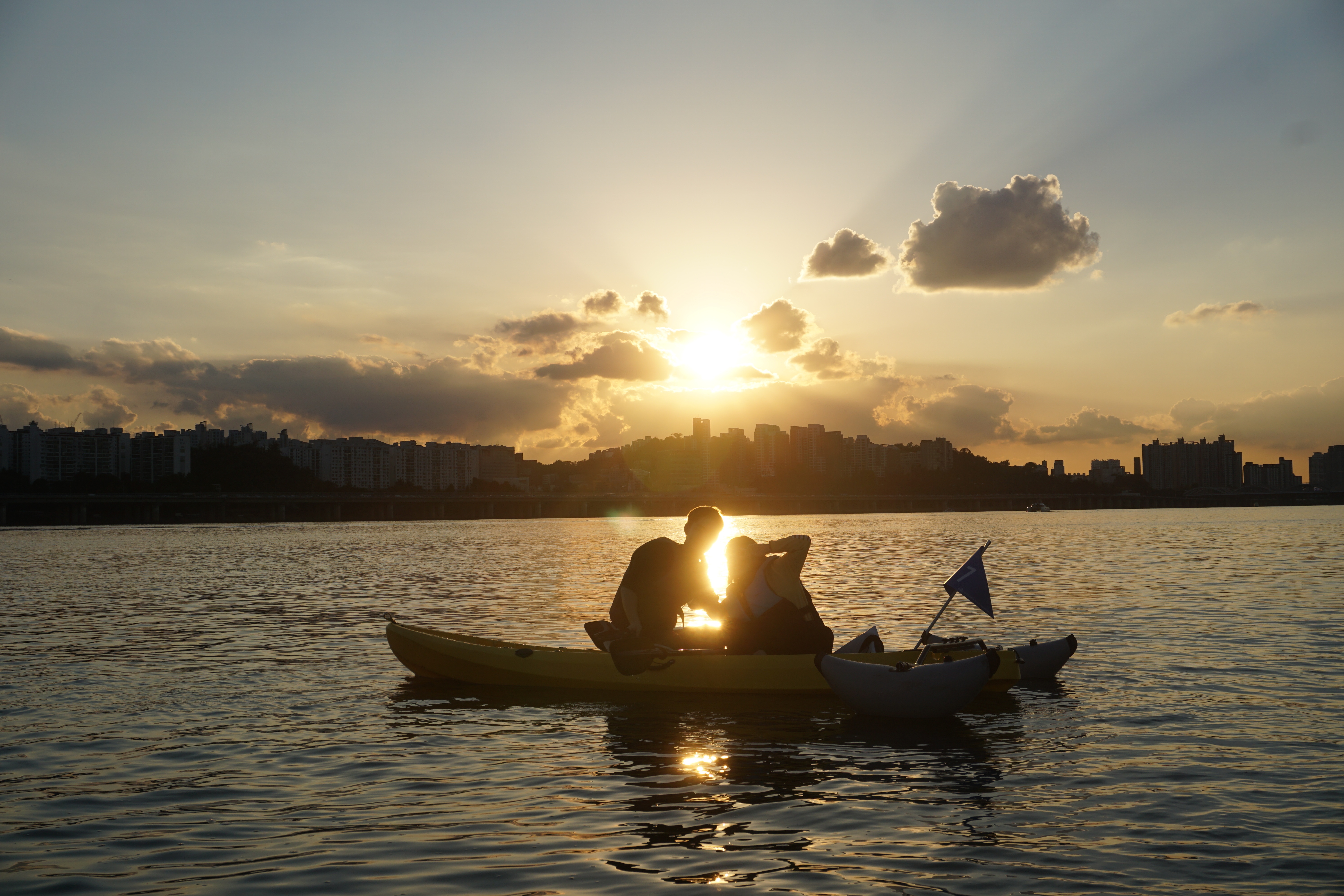
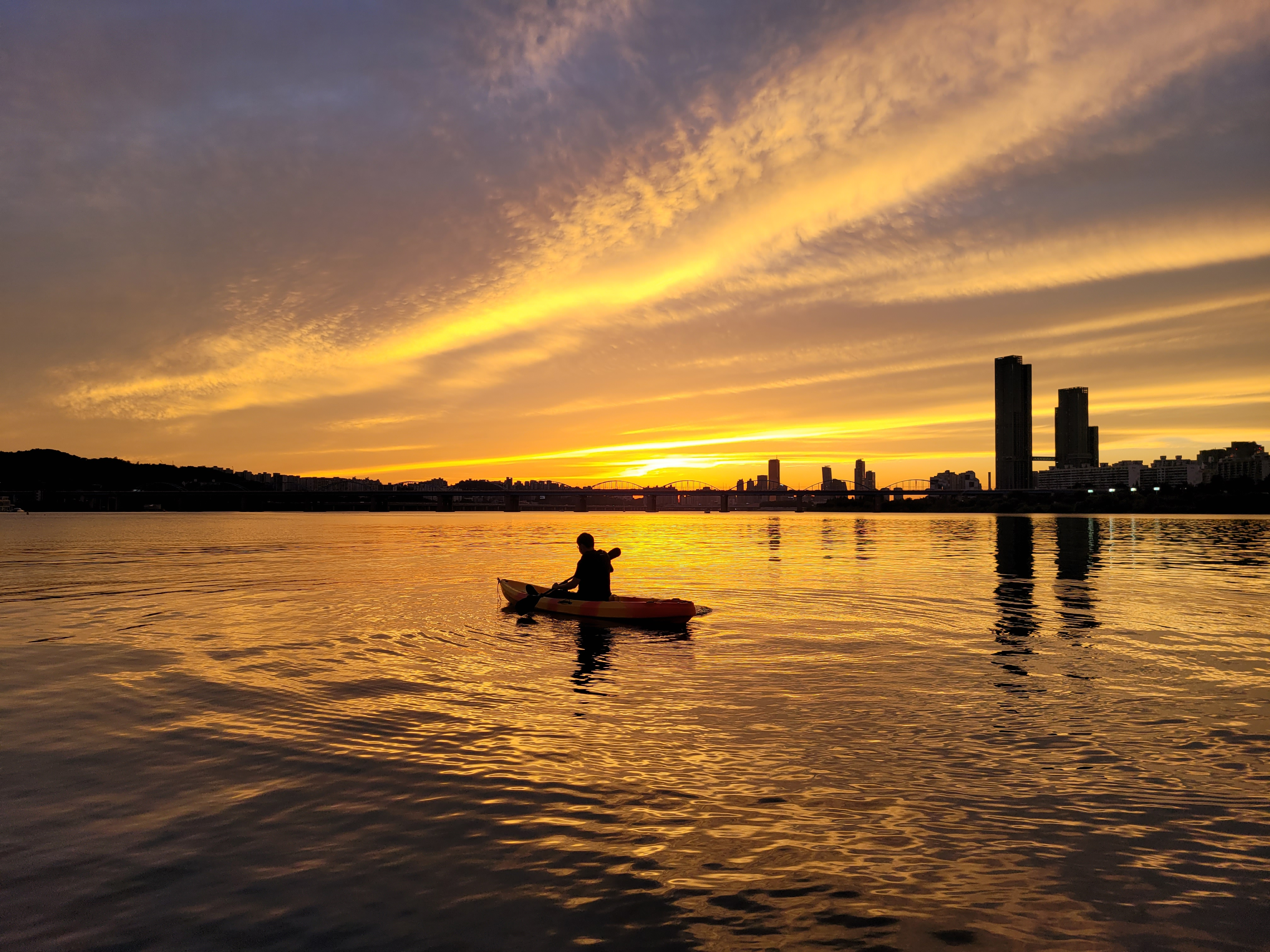
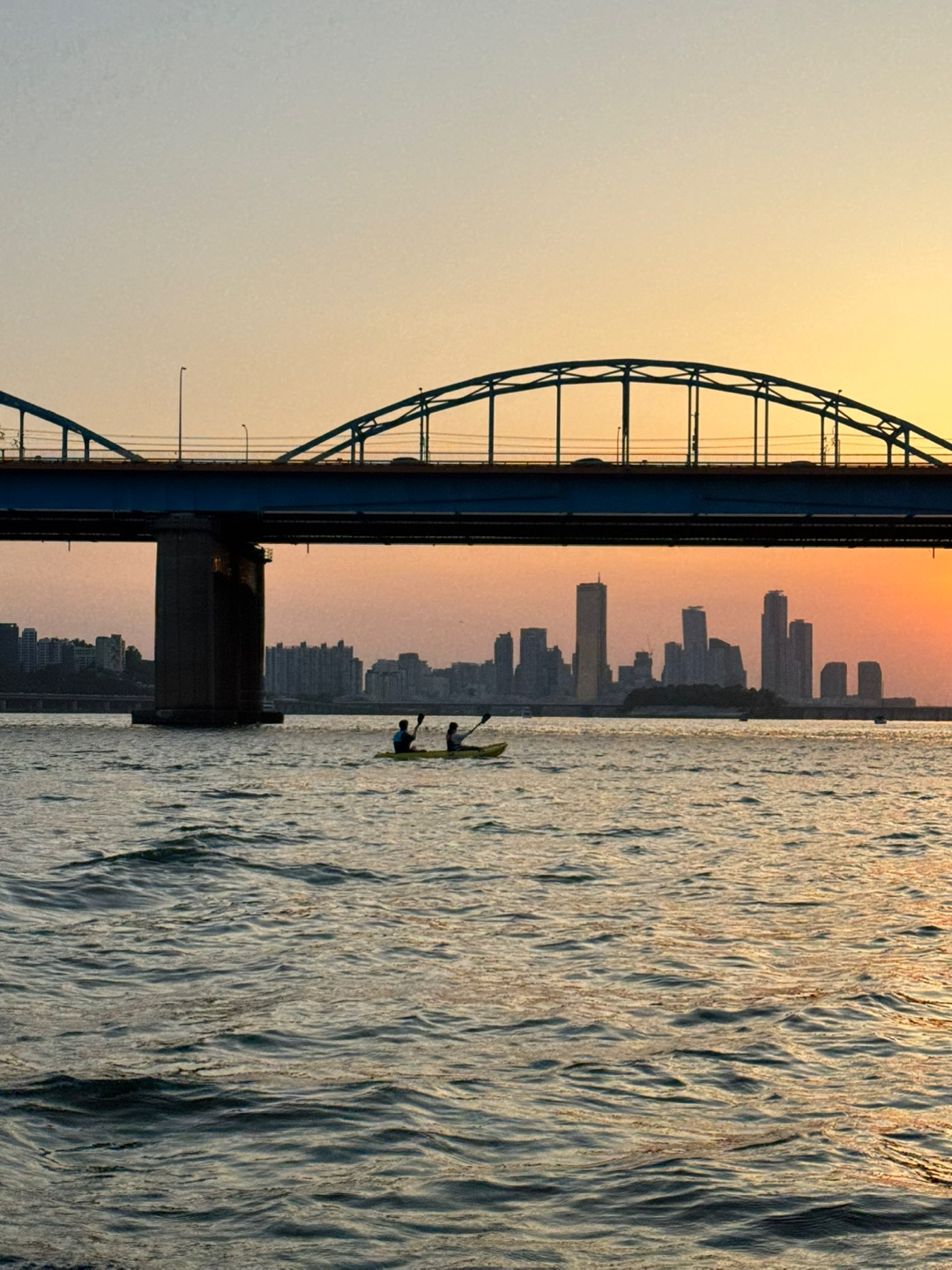
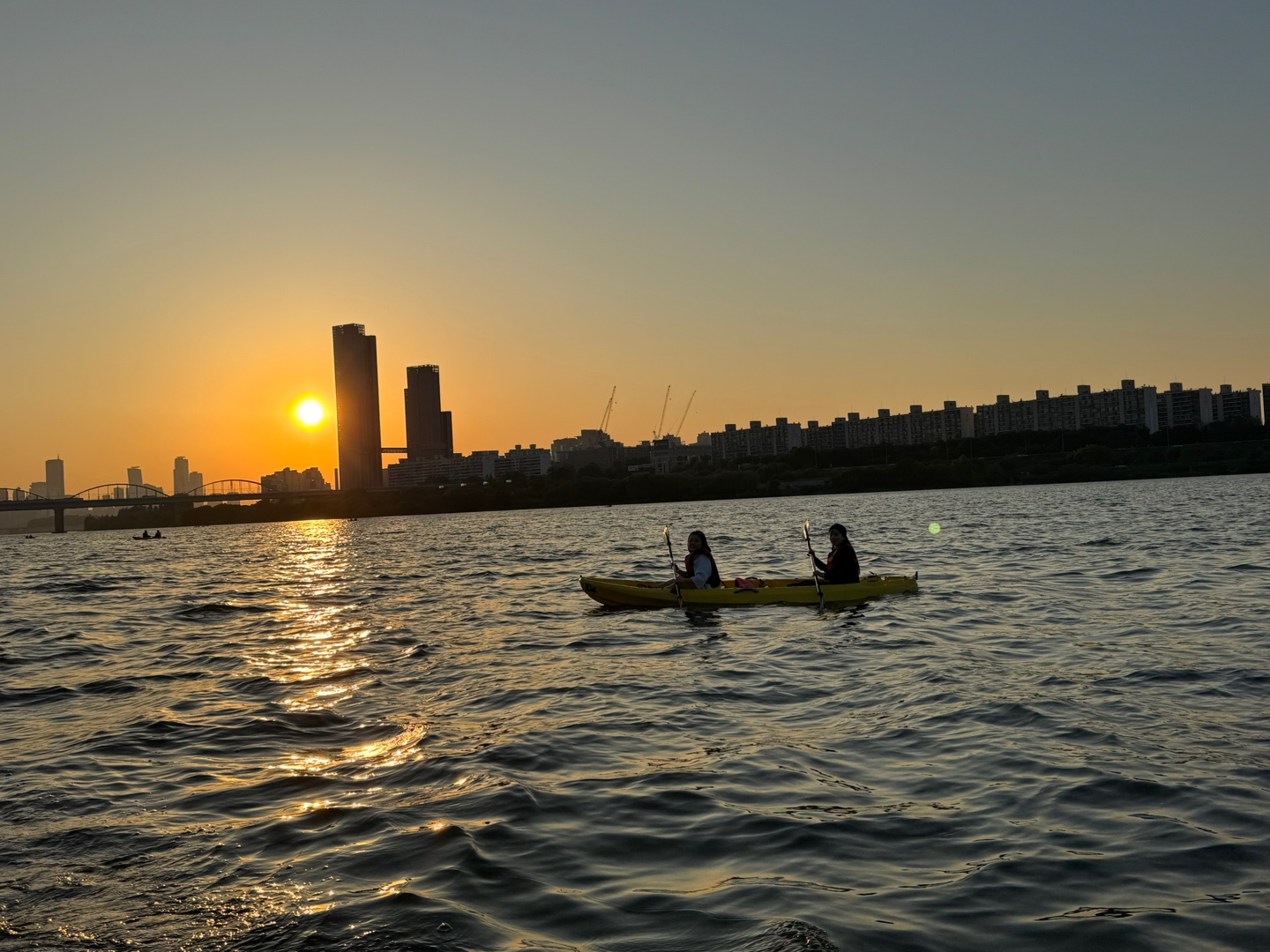

### 요트 및 승선 체험

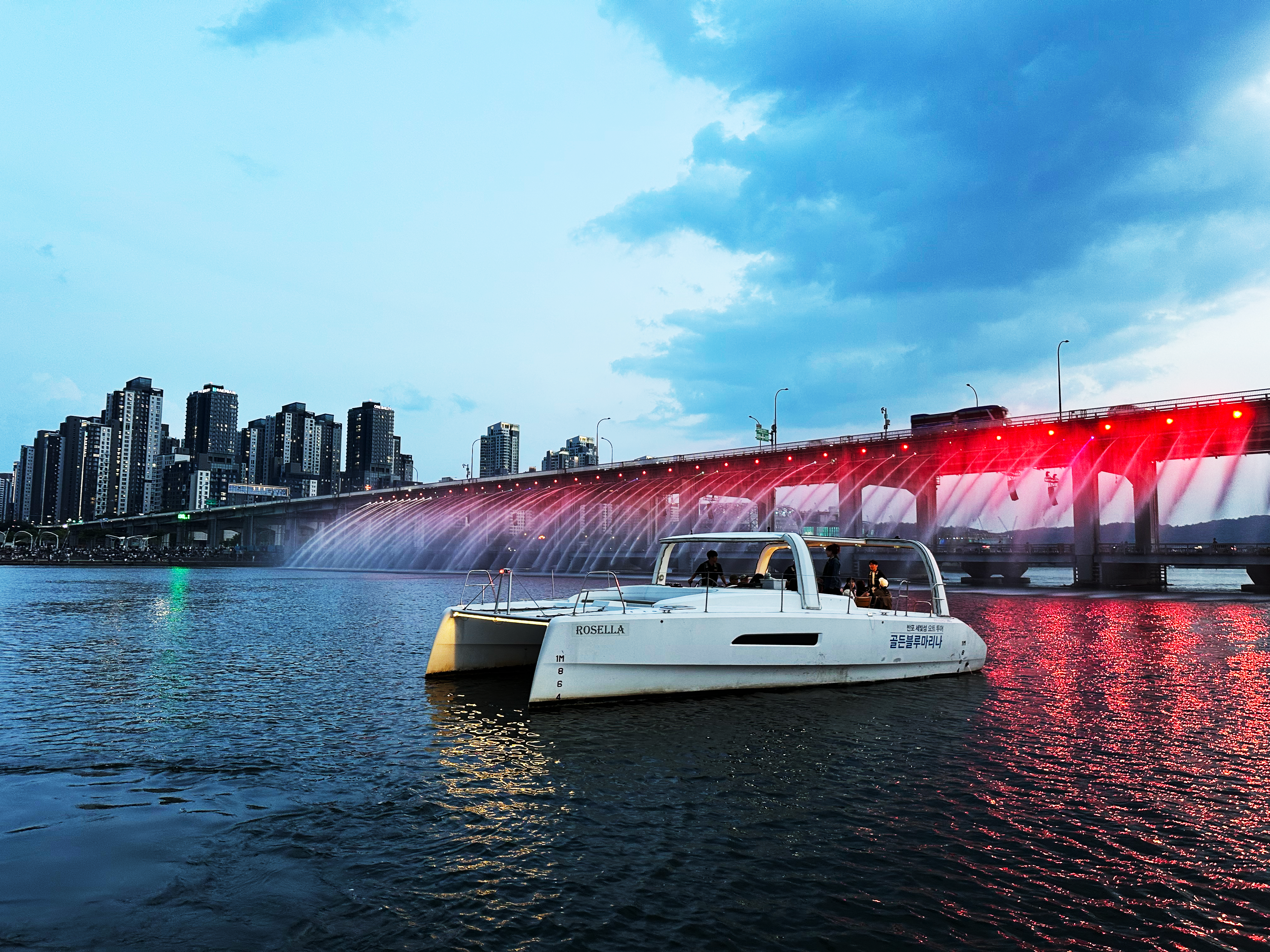
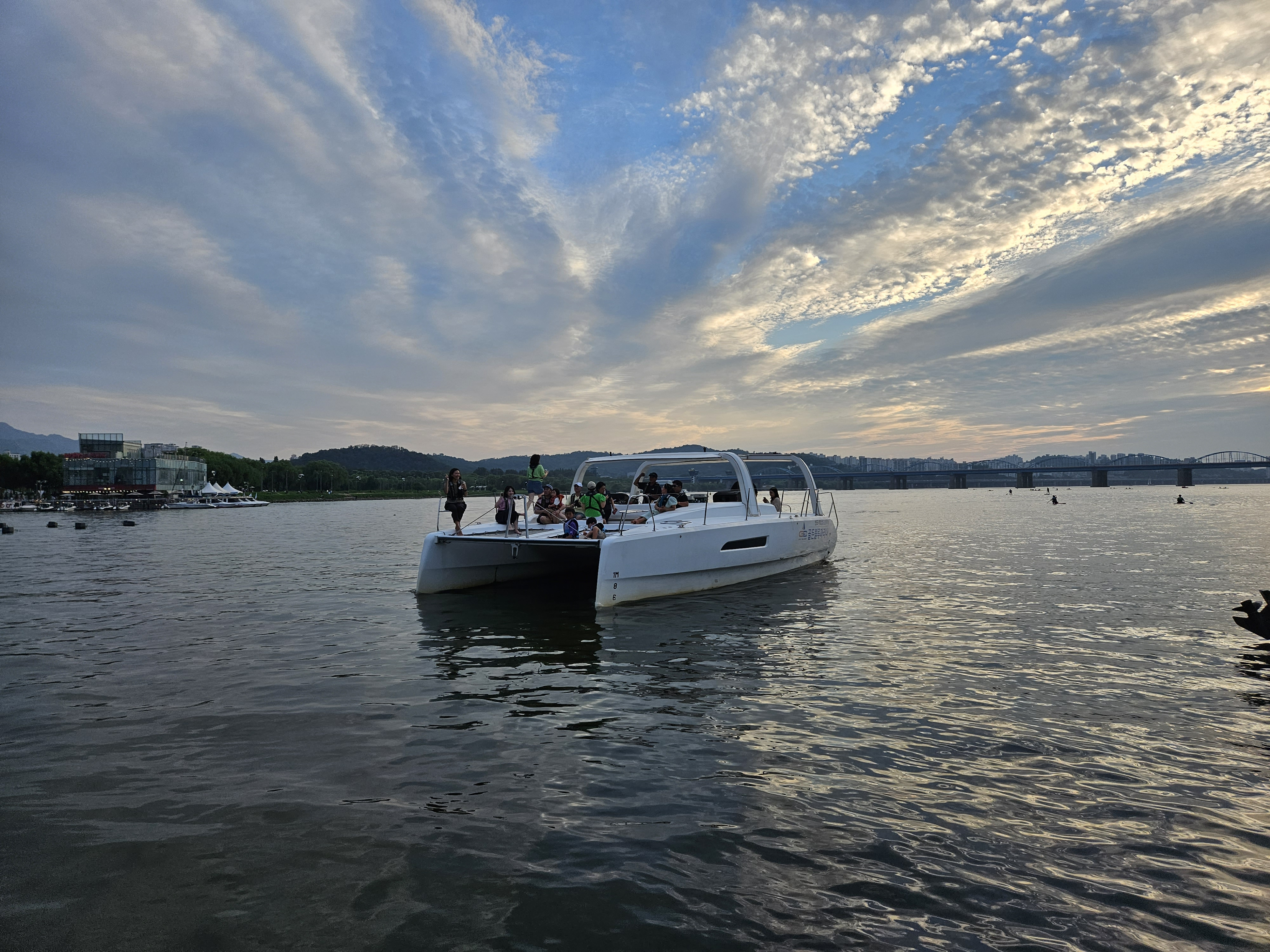
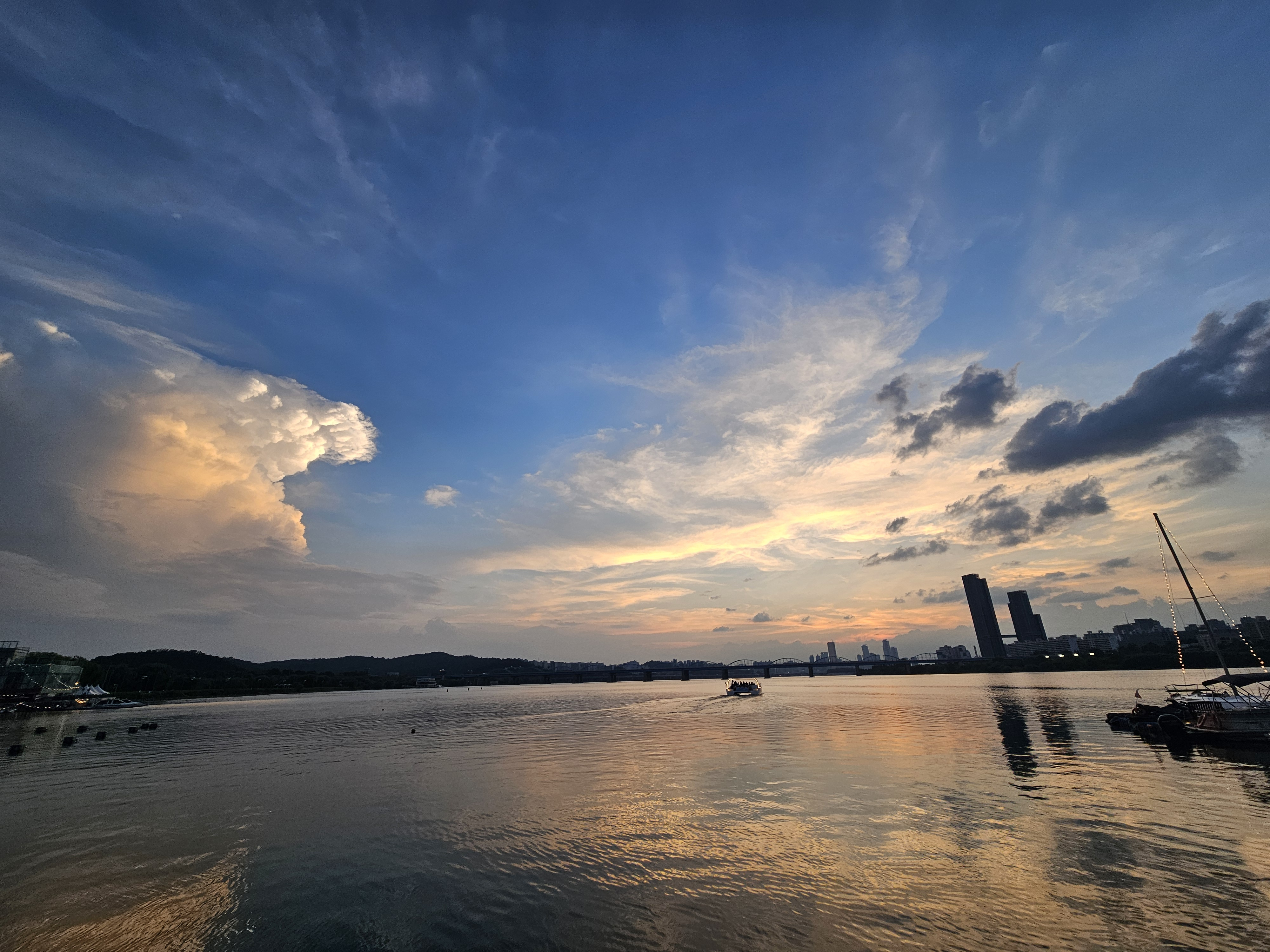
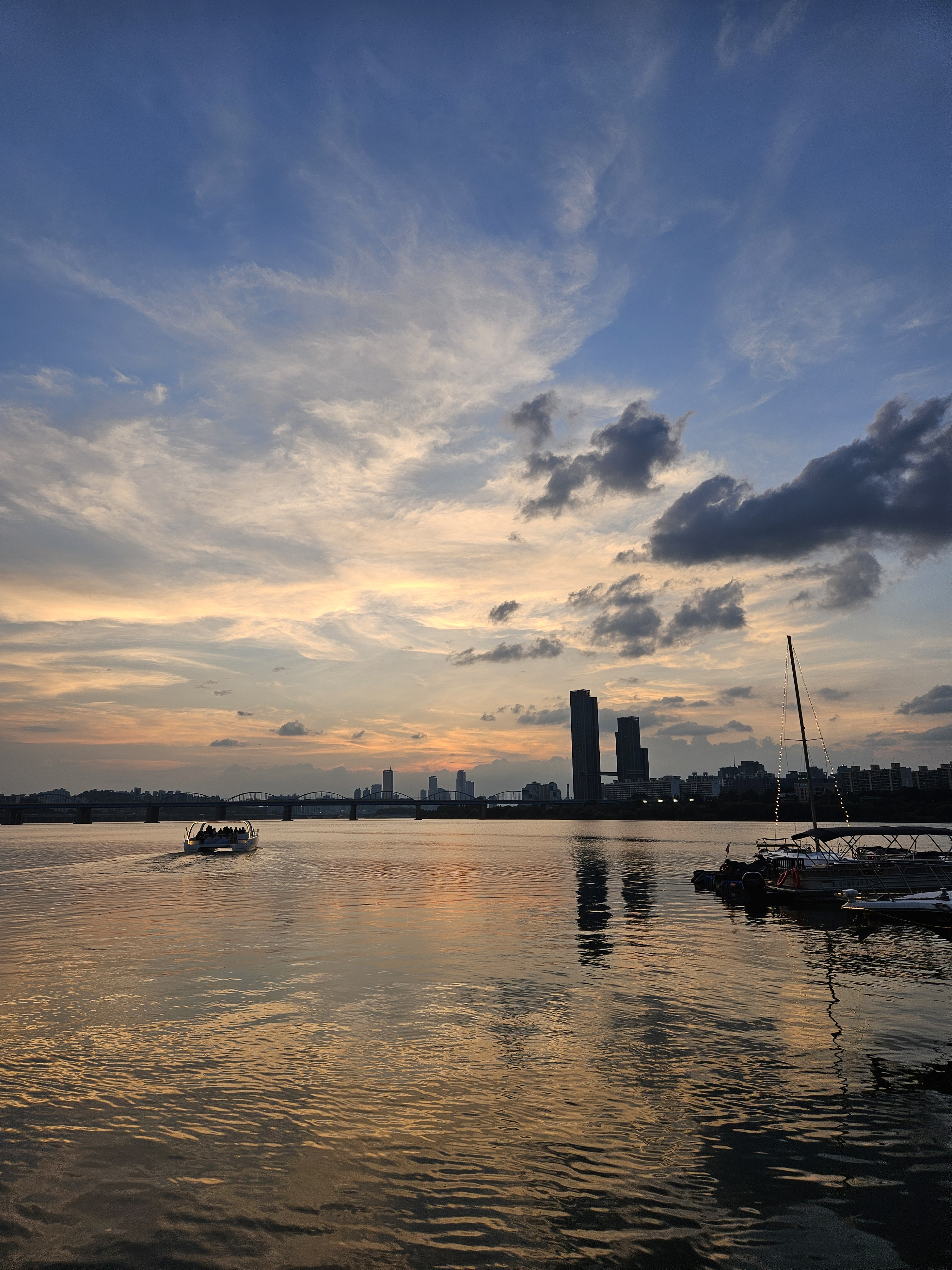
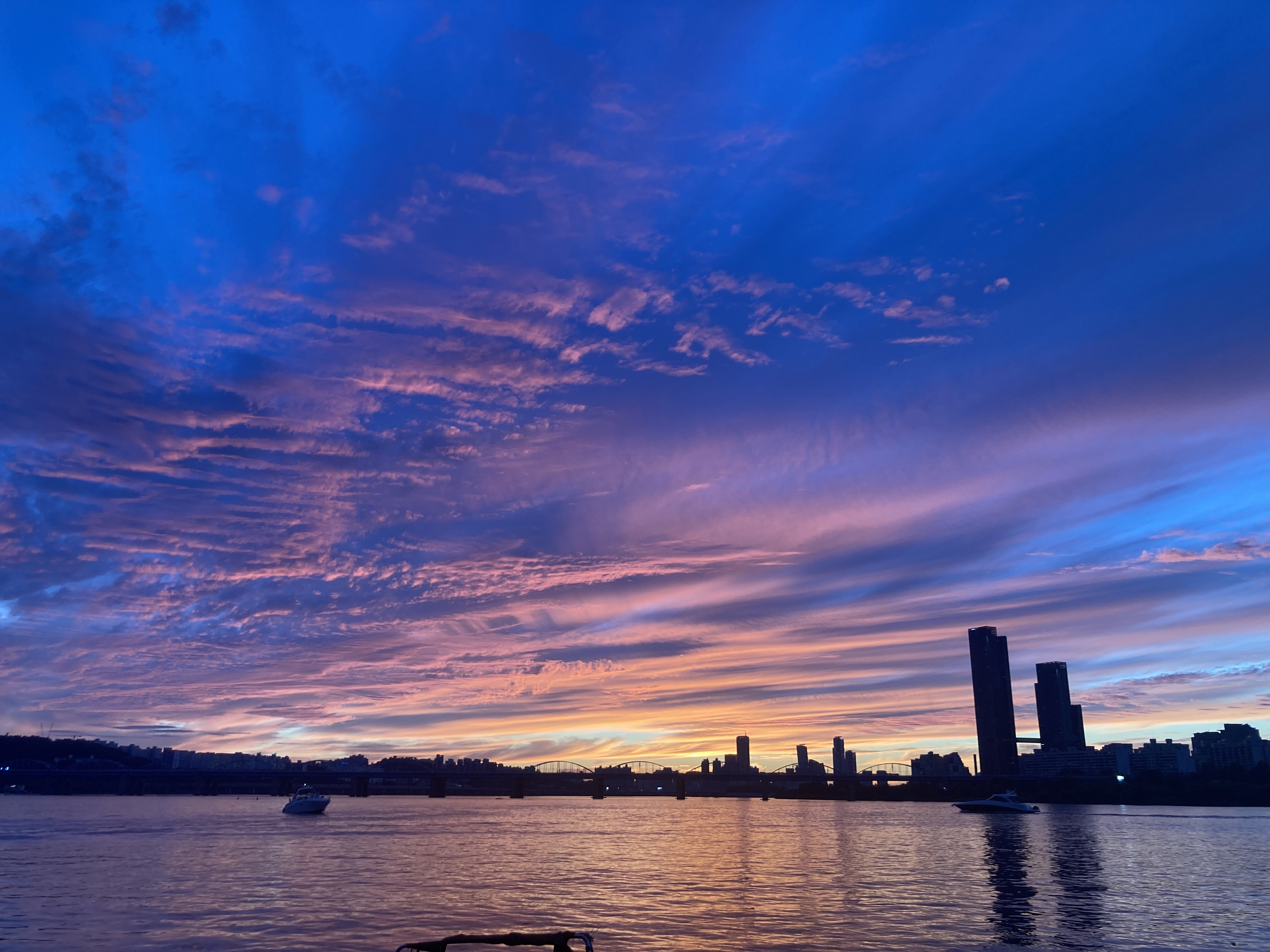
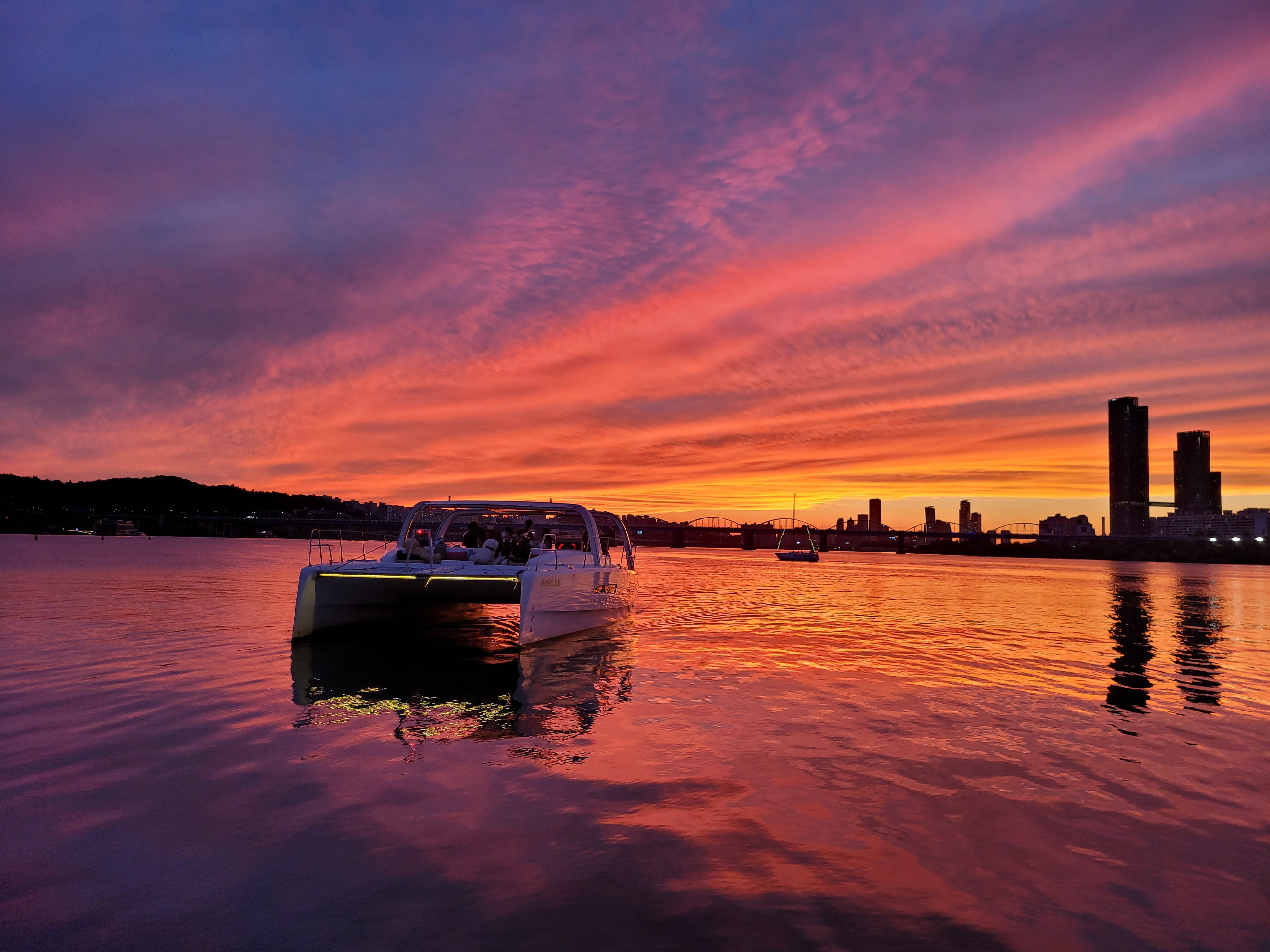
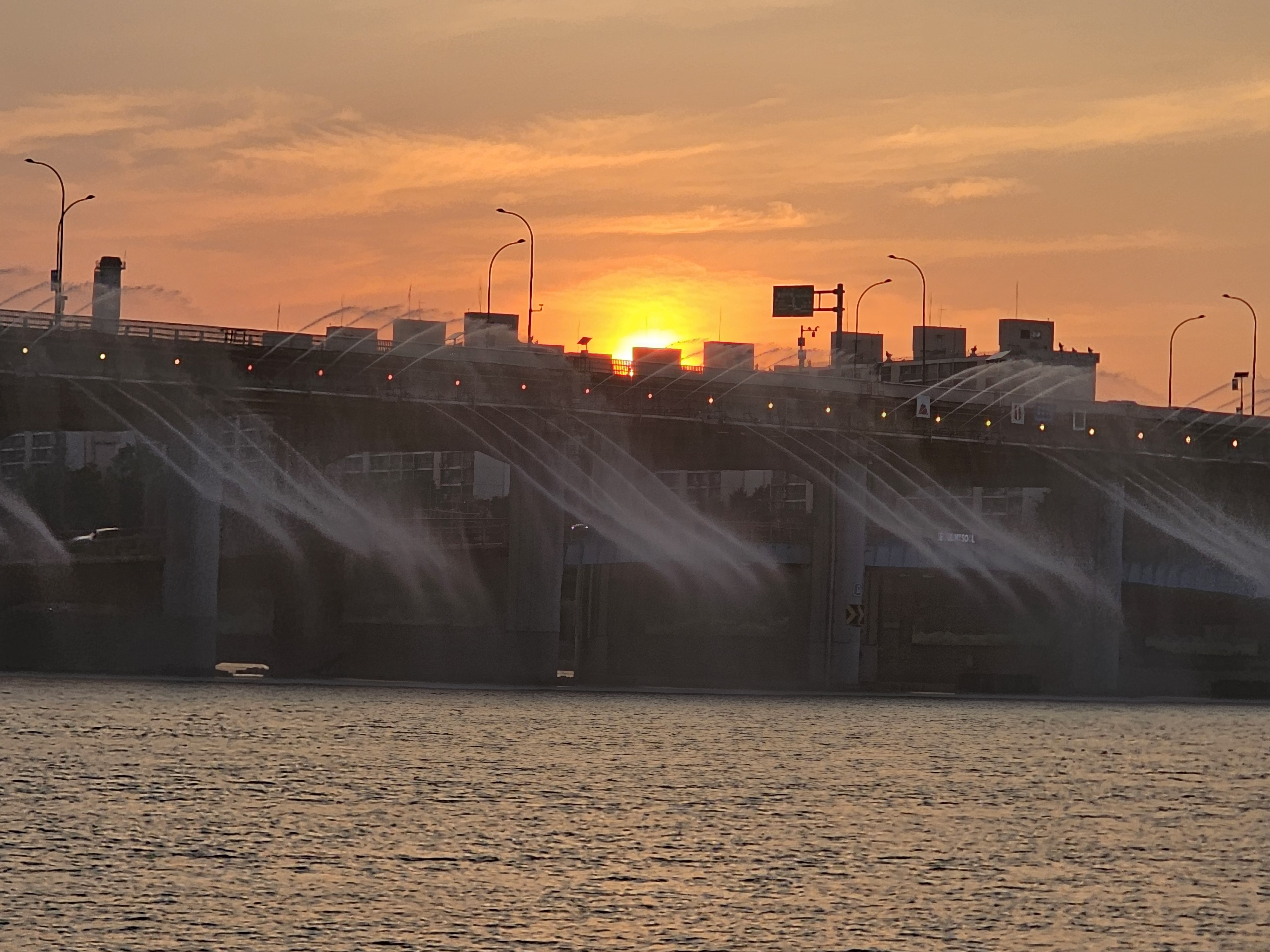
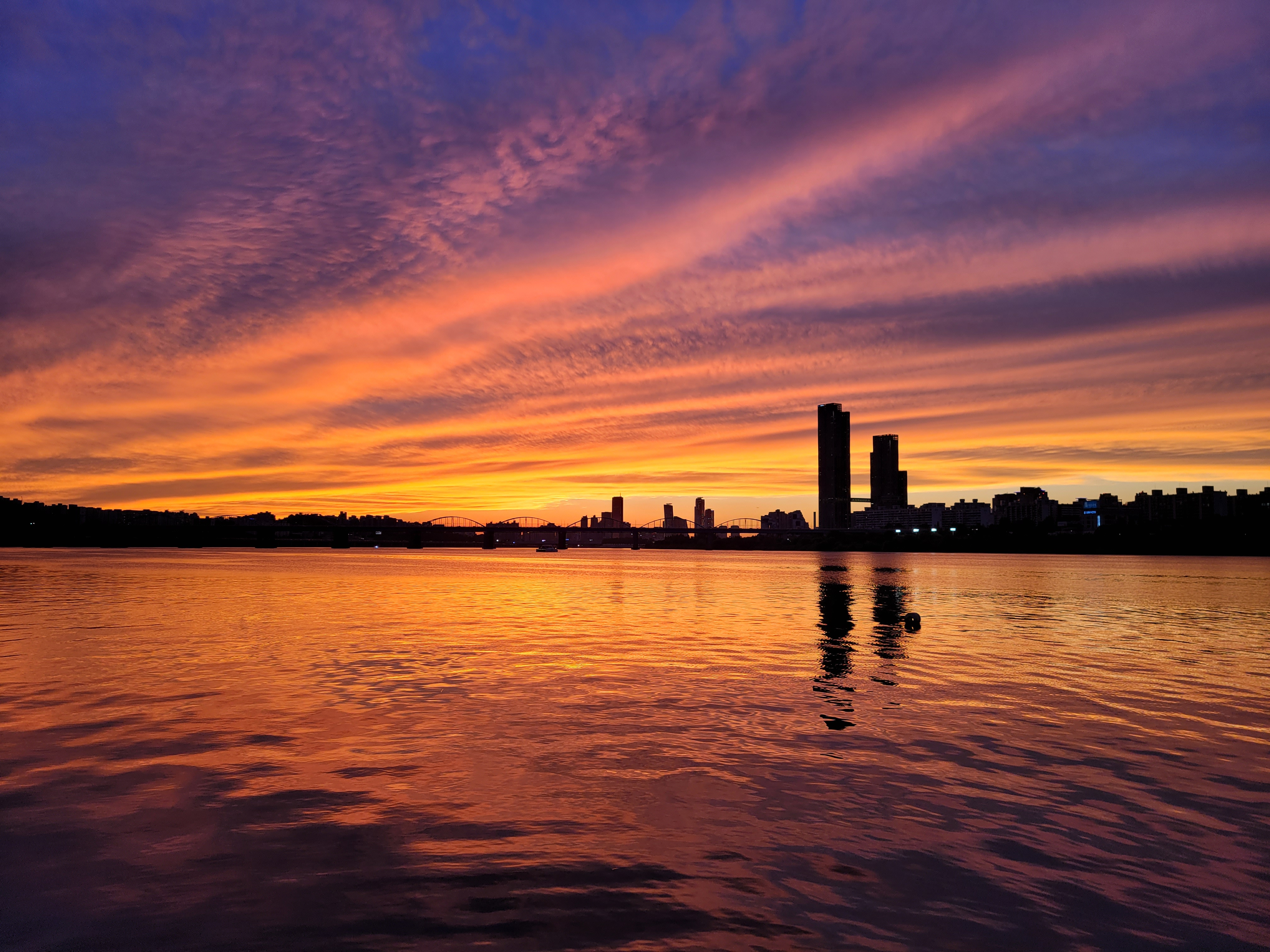
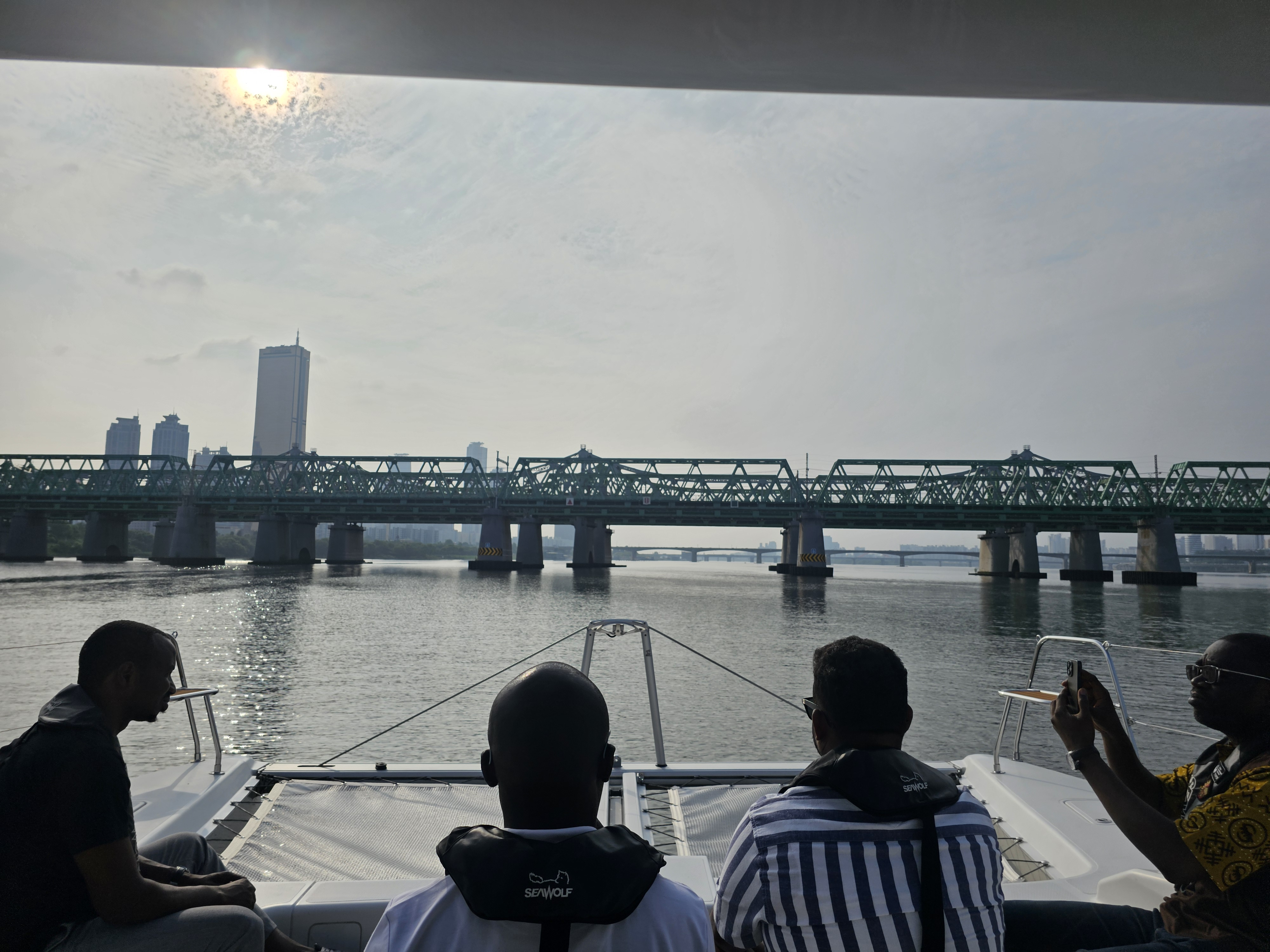
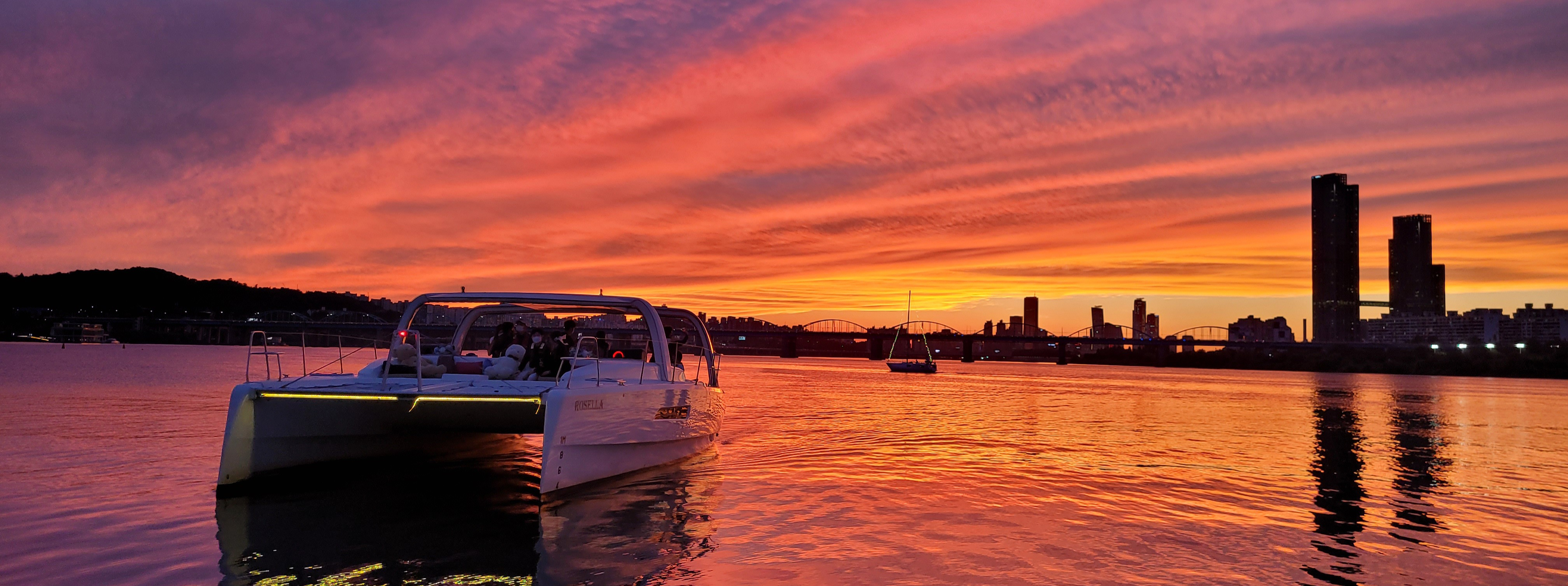
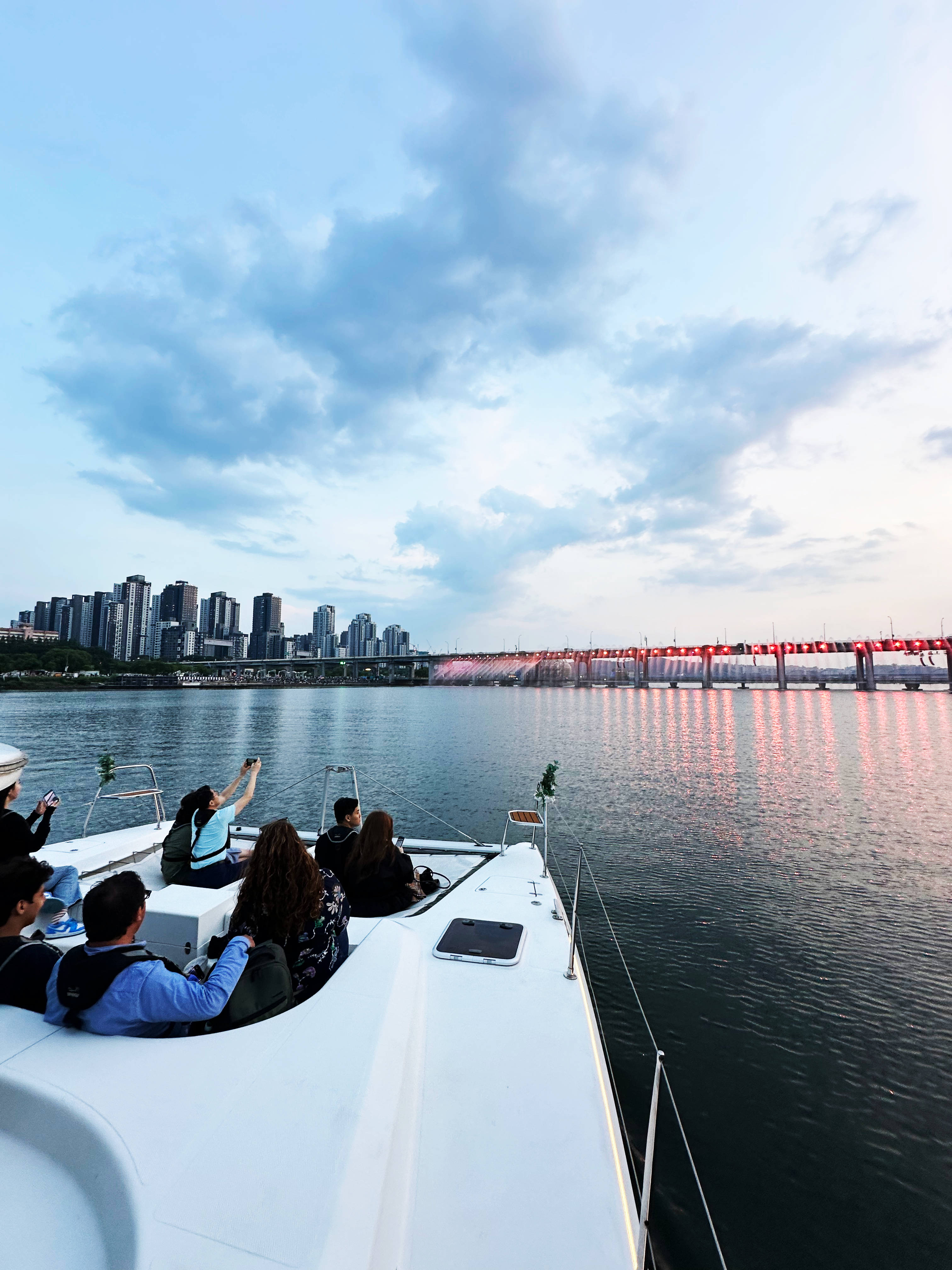
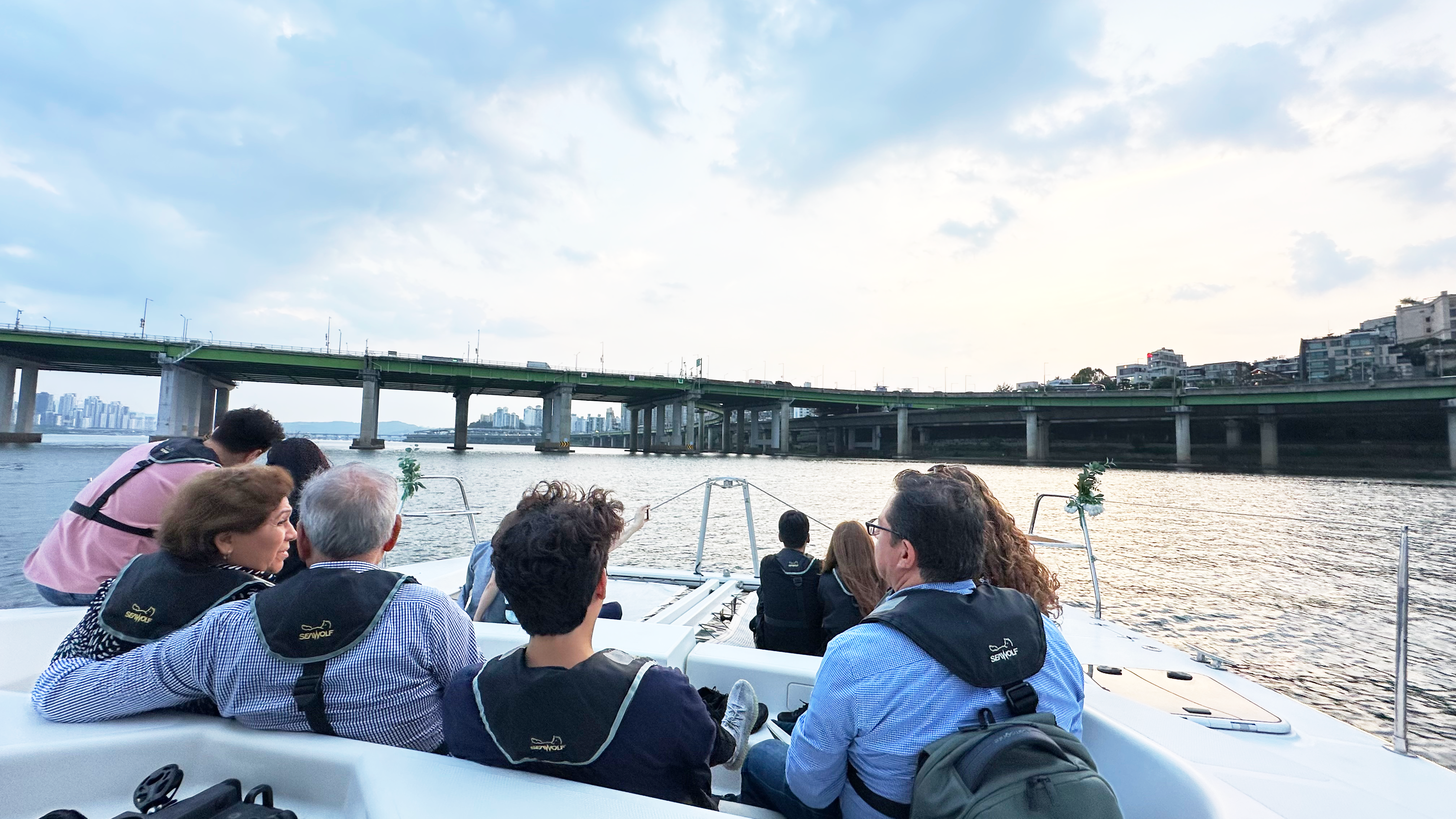

### 프로포즈 이벤트

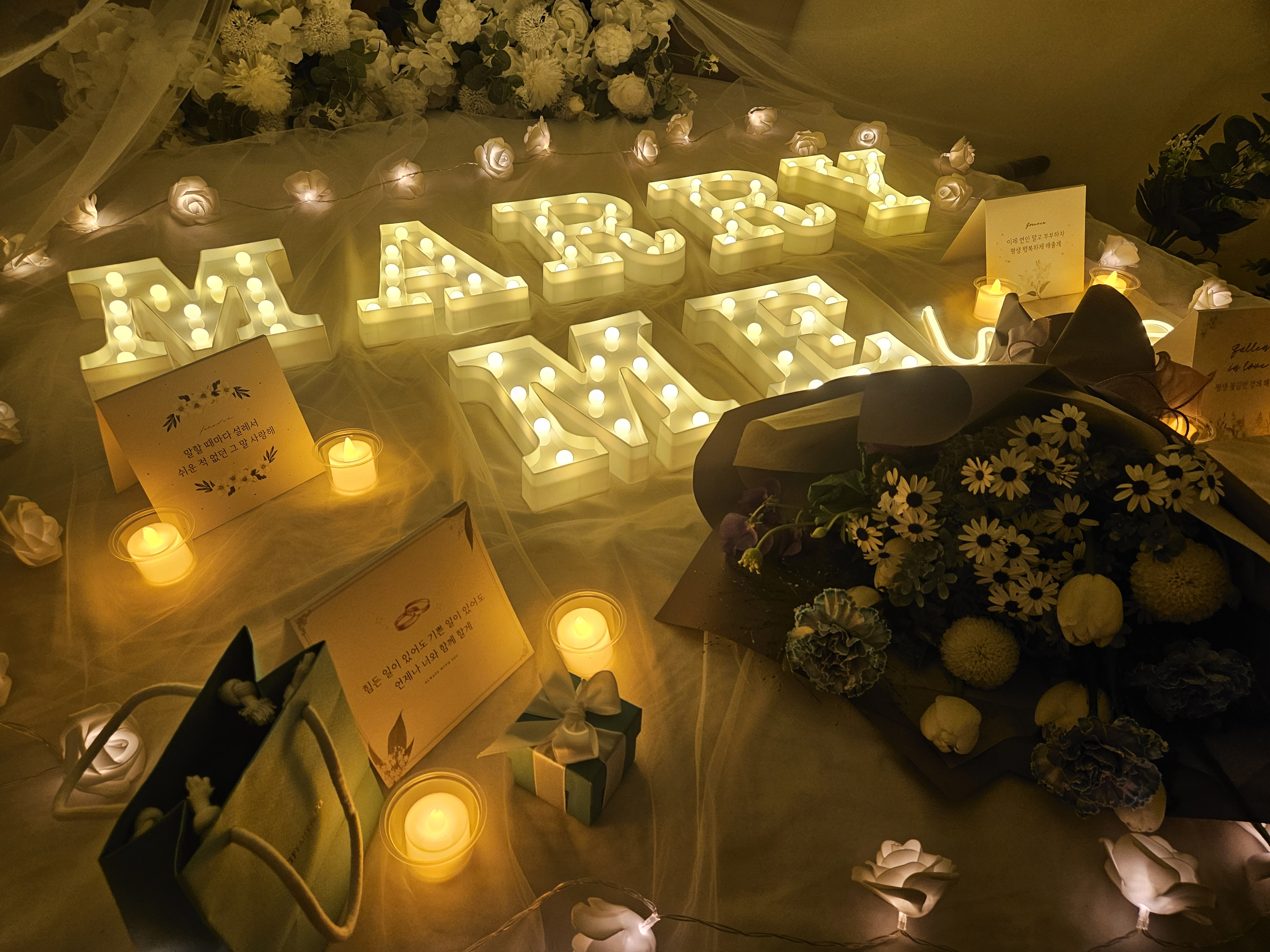
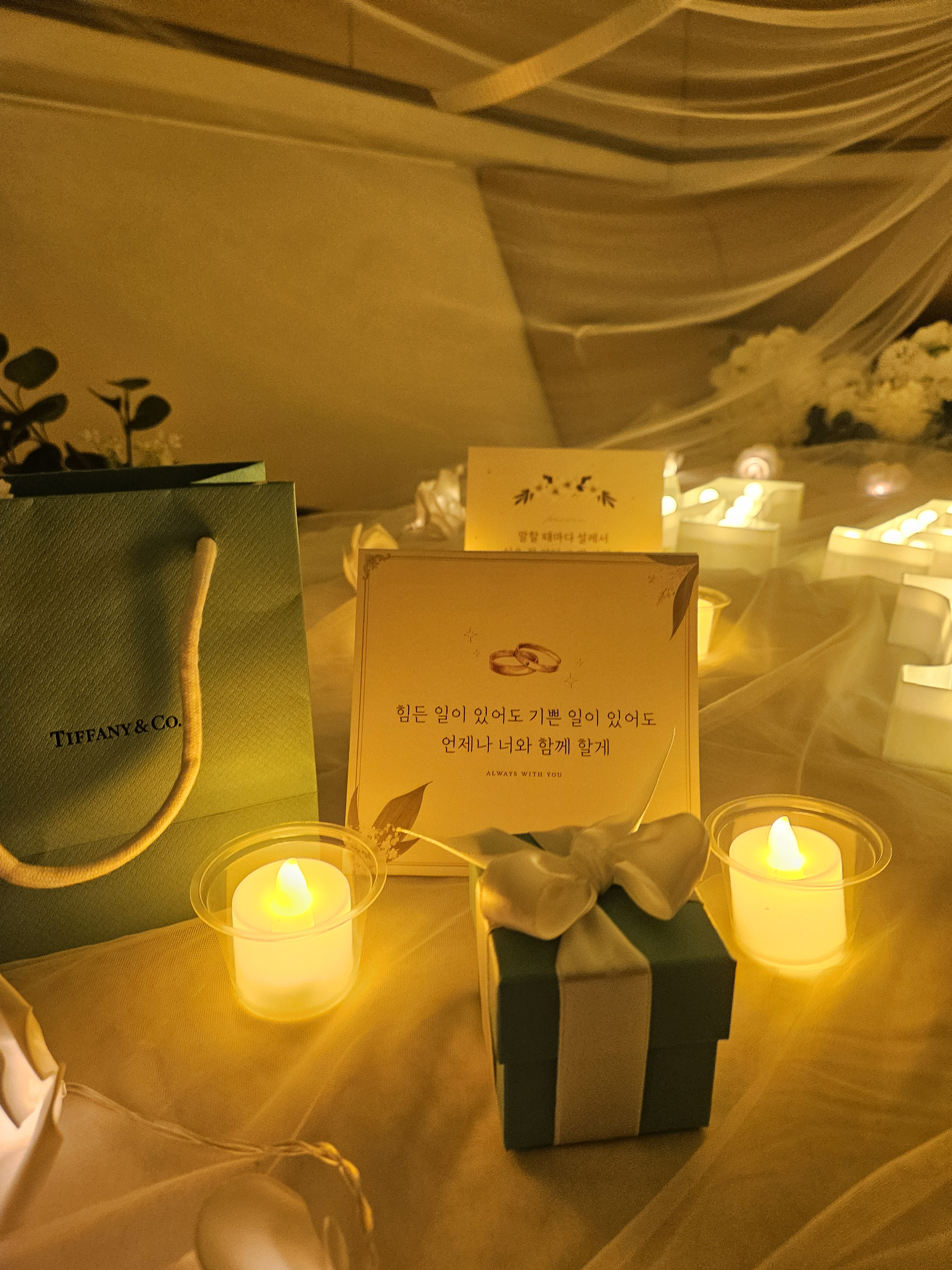
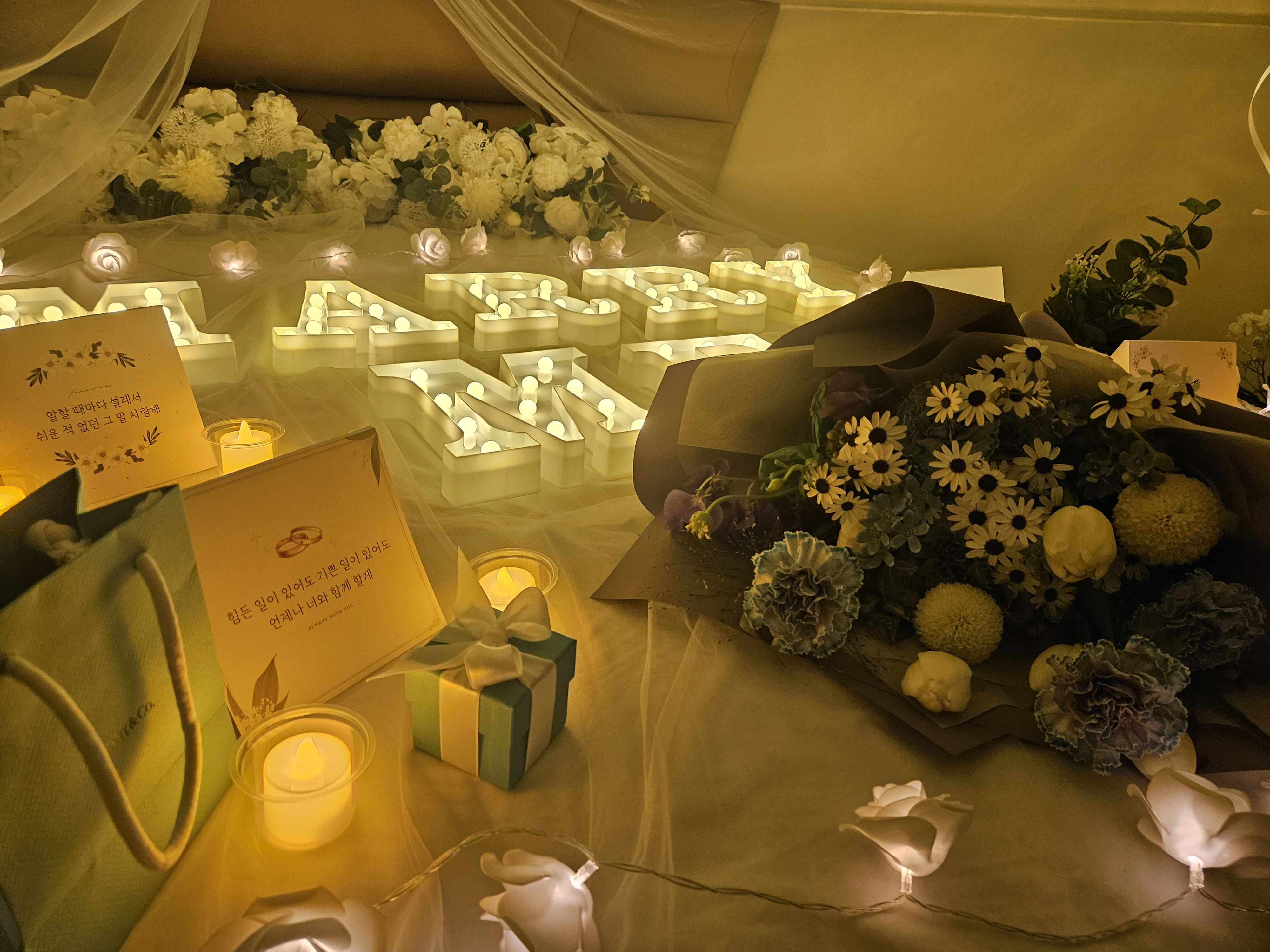
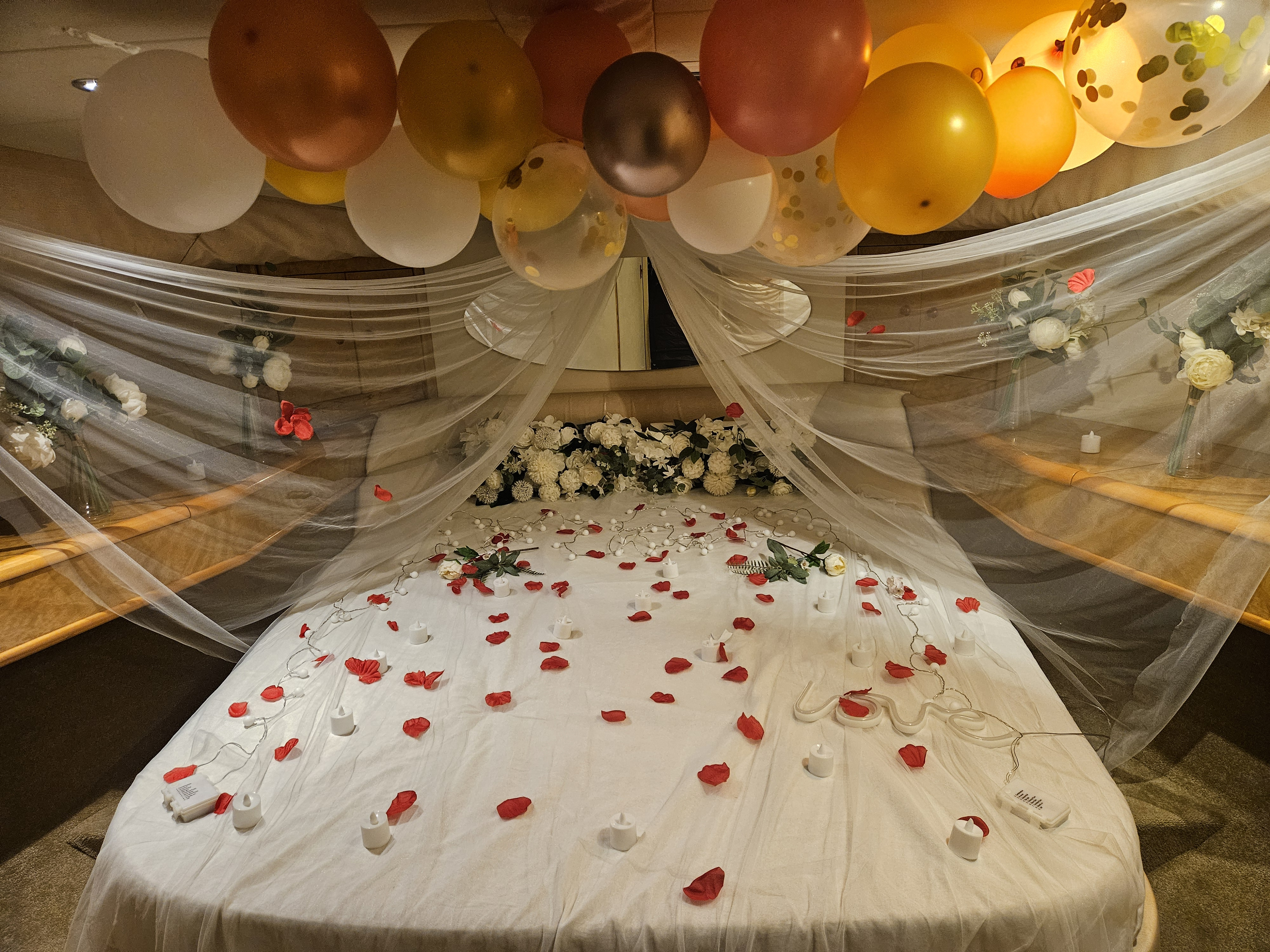

## 같이 보기
- 튜브스터
- 세빛섬
- 한강
- 서초구
- 요트
- MICE